# Embrace
Embrace var ett kortlivat amerikanskt post-hardcoreband. Bandet startade sommaren 1985 och spelade till våren 1986. Embrace bestod av Ian MacKaye (sång), Micheal Hampton (gitarr), Ivor Hanson (trummor) och Chris Bald (bas). De gav endast ut ett album, Embrace.